# John Dramani Mahama
John Dramani Mahama (Damongo, 29 november 1958) is een voormalig president van de Republiek Ghana. Hij volgde John Atta Mills op na diens overlijden op 24 juli 2012 en werd zelf op 7 januari 2017 opgevolgd door Nana Akufo-Addo. Mahama is een communicatie-expert, historicus, schrijver, voormalig parlementslid en Minister van Staat en voormalig vicepresident van Ghana. 

## Afkomst en opleiding
Mahama groeide op in het noorden van Ghana. Zijn vader Emmanuel Adama Mahama was het eerste parlementslid voor West Gonja Constituency.
Na zijn middelbare school in Tamale ging hij geschiedenis studeren aan de Universiteit van Ghana, alwaar hij een diploma behaalde in 1981. In 1986 voegde hij daar nog een postgraduaatsdiploma  in de communicatiewetenschappen aan toe. Vervolgens trok hij naar Moskou waar hij in 1988 afstudeerde in de sociale psychologie.

## Vroege carrière
Na het afronden van zijn studies keerde Mahama terug naar Ghana en werkte daar van 1991 tot 1996 op de Japanse ambassade in Accra.
Later werkte hij ook nog voor de niet-gouvernementele organisatie PLAN International.

## Politieke carrière

### Als parlementslid
Mahama was een welbespraakte vertegenwoordiger van al wie zich benadeeld voelde en werd in 1996 voor het eerst verkozen om in het Ghanese parlement te zetelen.
In april 1997 werd hij aangesteld als viceminister van communicatie om de volledige taak van minister op zich te nemen in november 1998. Deze positie bekleedde hij tot januari 2001, toen zijn partij de macht overdroeg aan de nieuwe regering.
Hij werd bij die verkiezingen wel herkozen als parlementslid; in 2004 zou hij voor een derde keer verkozen worden.
In 2002 werd Mahama benoemd tot communicatieverantwoordelijke van zijn partij. In hetzelfde jaar ging hij ook mee naar Zimbabwe om toe te kijken op een goed verloop van de parlementsverkiezingen.
Zijn steeds groeiende interesse in internationale aangelegenheden leidde er in 2003 toe dat hij ging zetelen in het Pan-Afrikaans Parlement.

### Periode als minister
Gedurende zijn taak als minister stond Mahama ook aan het hoofd van de landelijke autoriteit voor communicatie. Hier speelde hij een sleutelrol in het herstellen van communicatie. Die was in 1997 ernstig ontspoord.
Op 7 januari 2009 werd Mahama vicepresident van Ghana.

### Periode als president
Op 24 juli 2012 werd de toenmalige president van Ghana, John Atta Mills, met spoed opgenomen in een ziekenhuis te Accra. Atta Mills had toen al enkele jaren keelkanker. Enkele uren later werd het overlijden van de president officieel bevestigd. Zoals de Ghanese grondwet voorschrijft, werd vicepresident Mahama dezelfde dag nog benoemd tot president van de Republiek Ghana.
Op 9 december 2012 werden er in Ghana verkiezingen gehouden. President Mahama slaagde erin deze te winnen met 50,7 procent van de stemmen. Zijn belangrijkste concurrent, Nana Akufo-Addo, bleef achter met 47,7 procent van de stemmen. De oppositie stelde dat de verkiezingen niet eerlijk zouden zijn verlopen. Volgens een woordvoerder van Mahama waren deze beschuldigingen vals en de oppositieleden slechte verliezers. Internationale toezichthouders beaamden dat de verkiezingen eerlijk waren verlopen, ondanks een vertraging die werd opgelopen in verband met technische mankementen.
Mahama verloor in december 2016 de presidentsverkiezingen van Akufo-Addo, die ditmaal 53,85 % van de stemmen kreeg. Hij droeg op 7 januari 2017 zijn taken over.

## Familie
Mahama heeft zeven kinderen. Hij is getrouwd met Lordina Mahama.

## Boek
Zijn eerste boek, My First Coup d'État and Other True Stories From the Lost Decades of Africa, werd uitgegeven door Bloomsbury op 3 juli 2012.